# 錫薩卡要塞

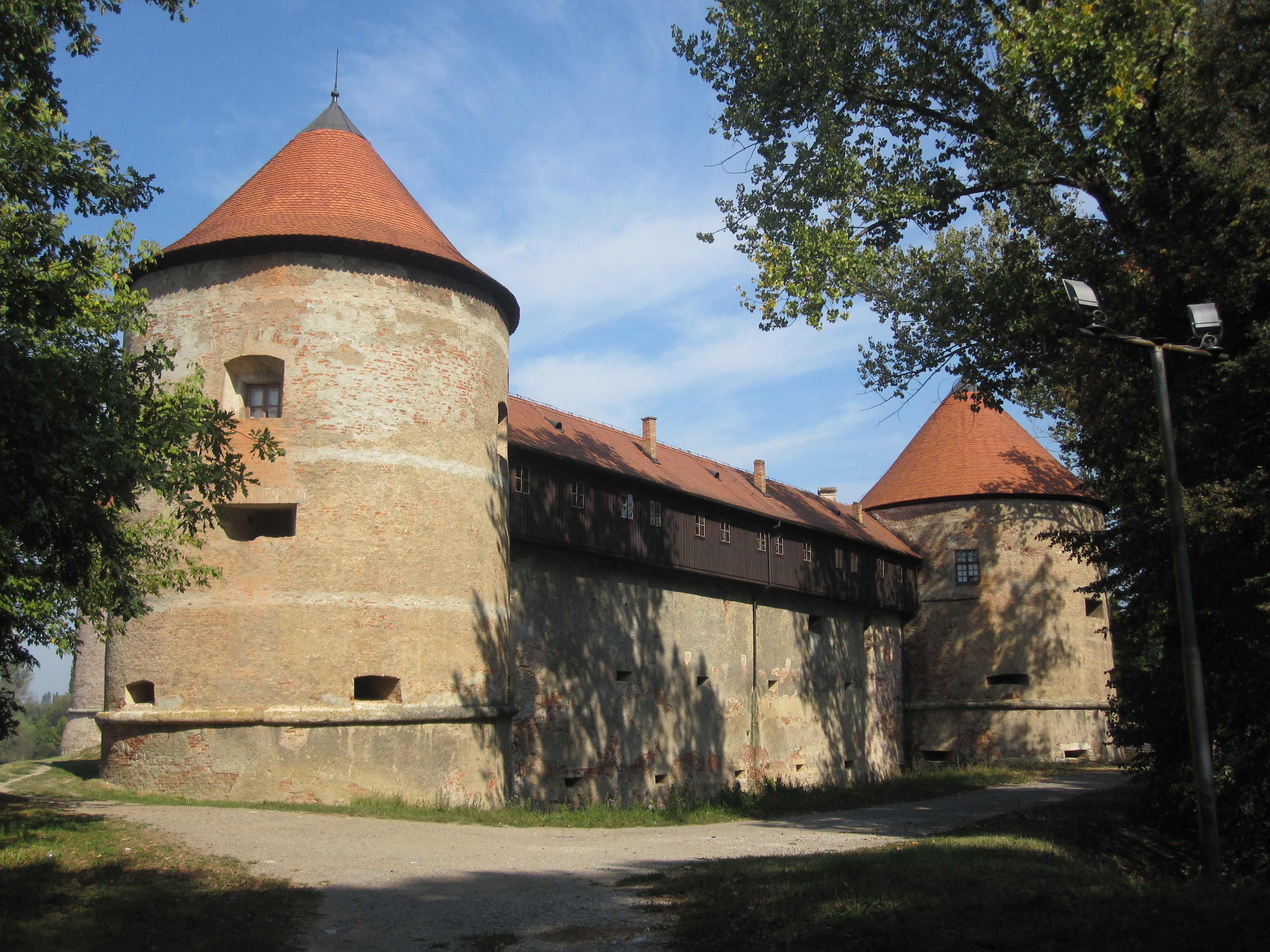
錫薩卡要塞

錫薩卡要塞是位於克羅埃西亞錫薩克-莫斯拉維納縣的一座城堡建築，地處庫帕河沿岸。這座城堡是三角形結構，大多由磚頭和石材修建。在歷史上錫薩卡要塞曾多次遭到破壞，但現在保存狀況良好。現在這裡是鎮博物館的所在地。

## 外部連結
- Zagreb Kaptol, the seat of Bishop of Zagreb, had the fortress built （页面存档备份，存于）
- Sisak - a triangular brick fortress （页面存档备份，存于）
- Fortress houses the Sisak Municipal Musem （页面存档备份，存于）
- Collections of Sisak Town Museum
- Video （页面存档备份，存于）